# Dub u Zájezku
Dub u Zájezku je památný strom v Chlumu u Třeboně v okrese Jindřichův Hradec, v Jihočeském kraji. Chráněný dub letní (Quercus robur) roste na kratší hrázi rybníka Zájezek. Dub je registrovaný pod číslem 102979 AOPK. Solitérní umístění s dostatkem prostoru mu umožnilo vytvořit krásnou, široce rozvětvenou korunu. Dlouhověký, mohutný dub o obvodu 573 cm dělí kmen ve výšce 2,5 m do čtyř hlavních větví. Kmen i silné větve chrání tmavošedá, hrubě rozbrázděná borka, která se místy odlupuje.

## Základní údaje
- název: Dub u Zájezku
- druh: dub letní (Quercus robur)[2]
- obvod 573 centimetrů (2010)[3]
- výška: 22 metrů[2]
- ochranné pásmo: kruh o poloměru 10 metrů od kmene stromu[2]
- věk: odhad 293 let aktuálně (v roce 1982 odhadován na 250 let)[4]
- památný strom ČR: od 1. 1. 1988[2]
- umístění: kraj Jihočeský, okres Jindřichův Hradec, obec Chlum u Třeboně

## Stav stromu a údržba
Zdravotní stav stromu byl k 1. lednu 1982 hodnocen jako výborný. Dne 19. března 2005 bylo zapsáno, že na jedné větvi opadává borka a v koruně stromu bylo provedeno citlivé ošetření ořezáním větví. V roce 2007 byl zapsán bezpečnostně zdravotní řez. K 1. lednu 2010 byl zdravotní stav stromu hodnocen jako výborný.

## Památné stromy v okolí
- Dub na rozcestí
- Majdalenský dub
- Lípa u Planinského rybníka
- Lípa u lomu
- Buk na Skalkách

## Galerie

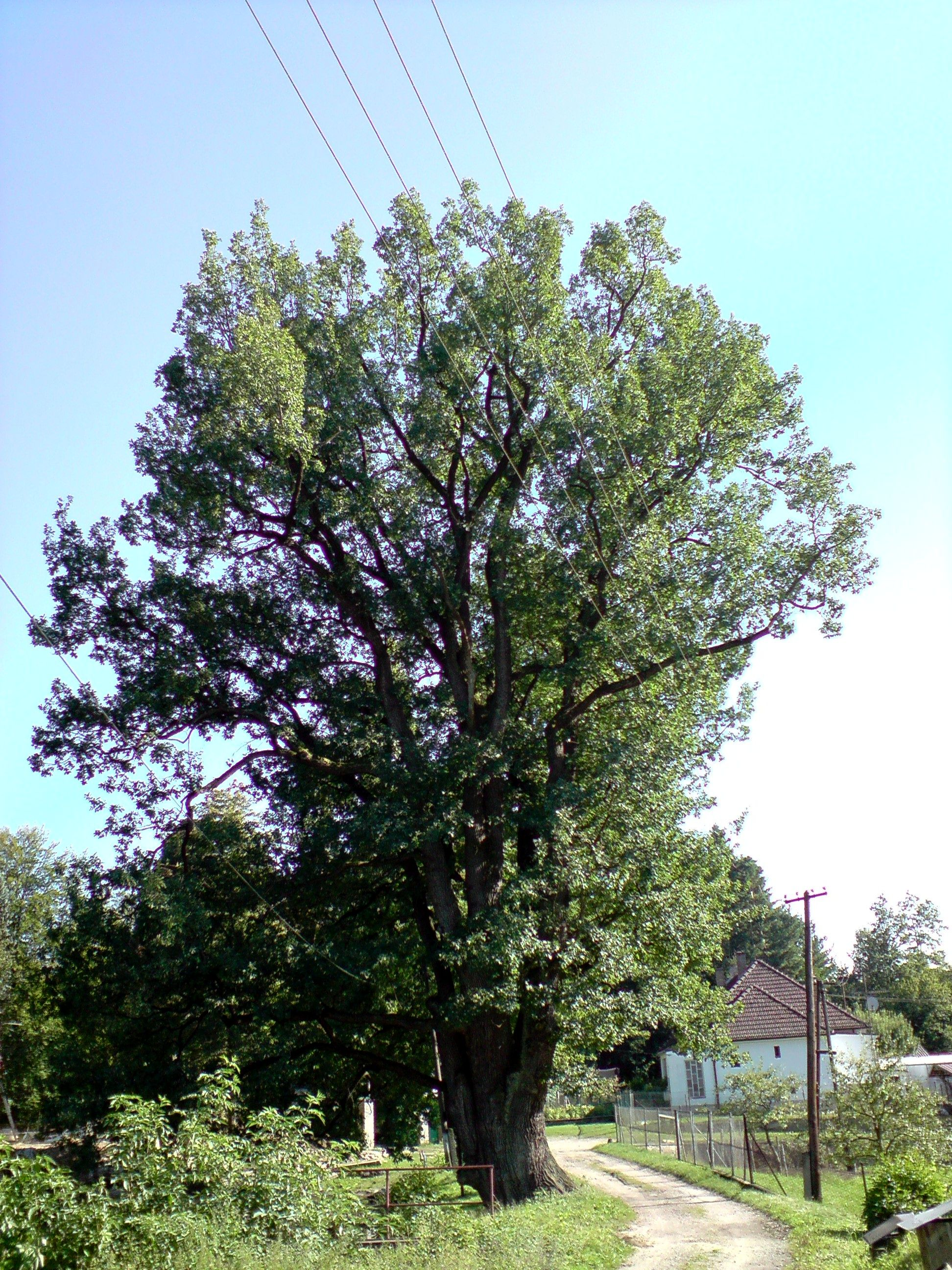
Olistěný dub, srpen 2012
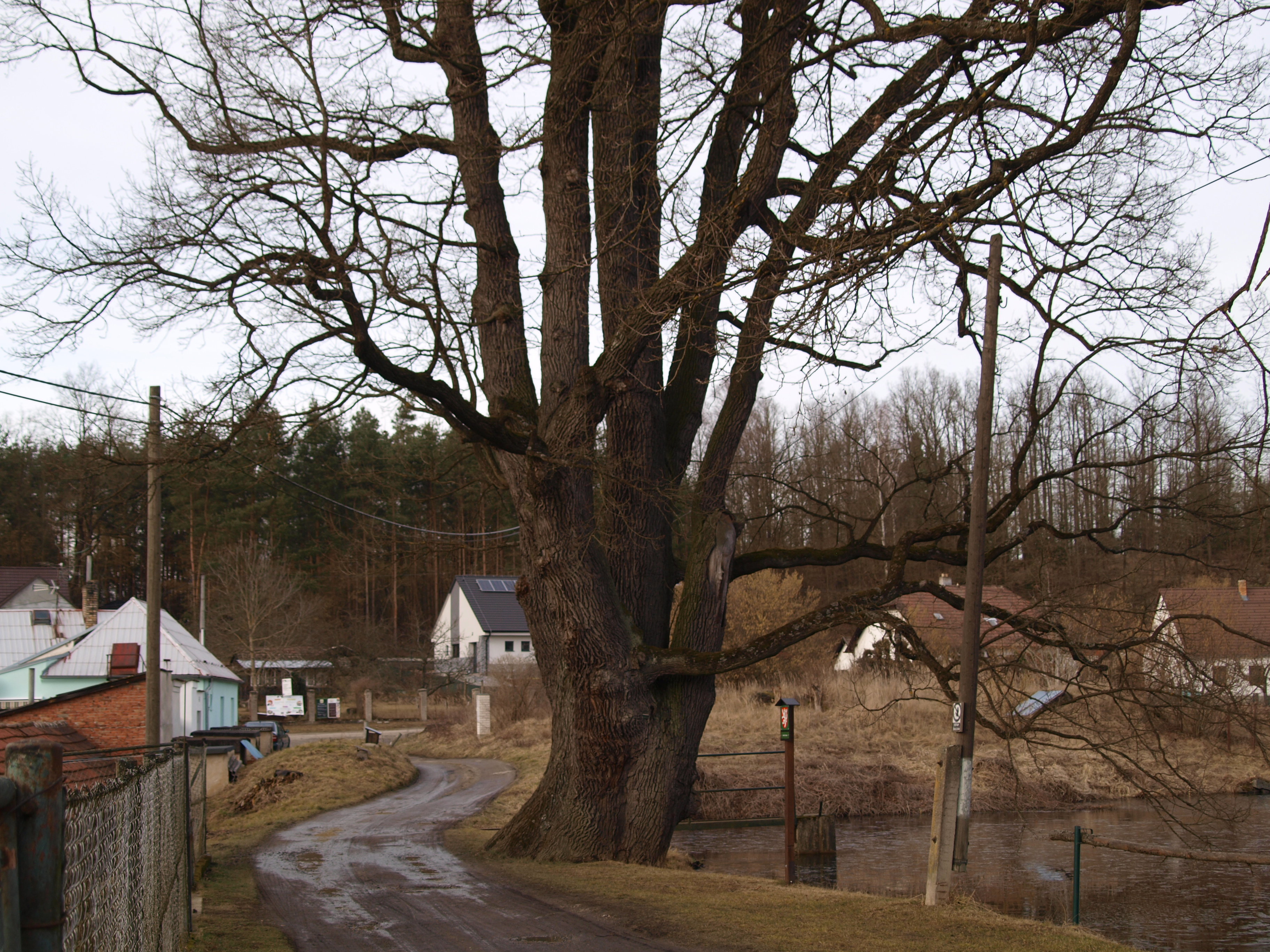
Spodní část kmene
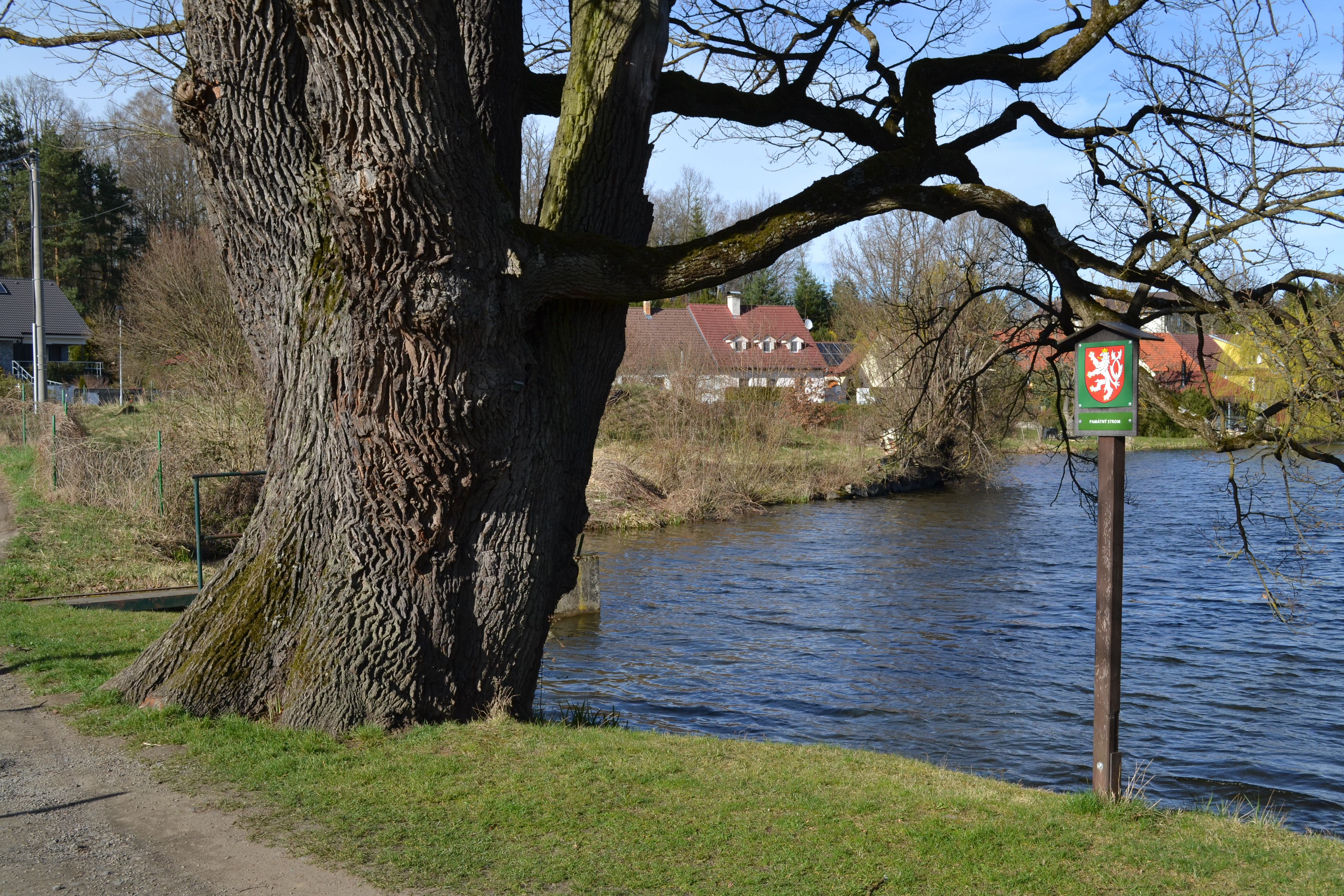
Spodní část kmene
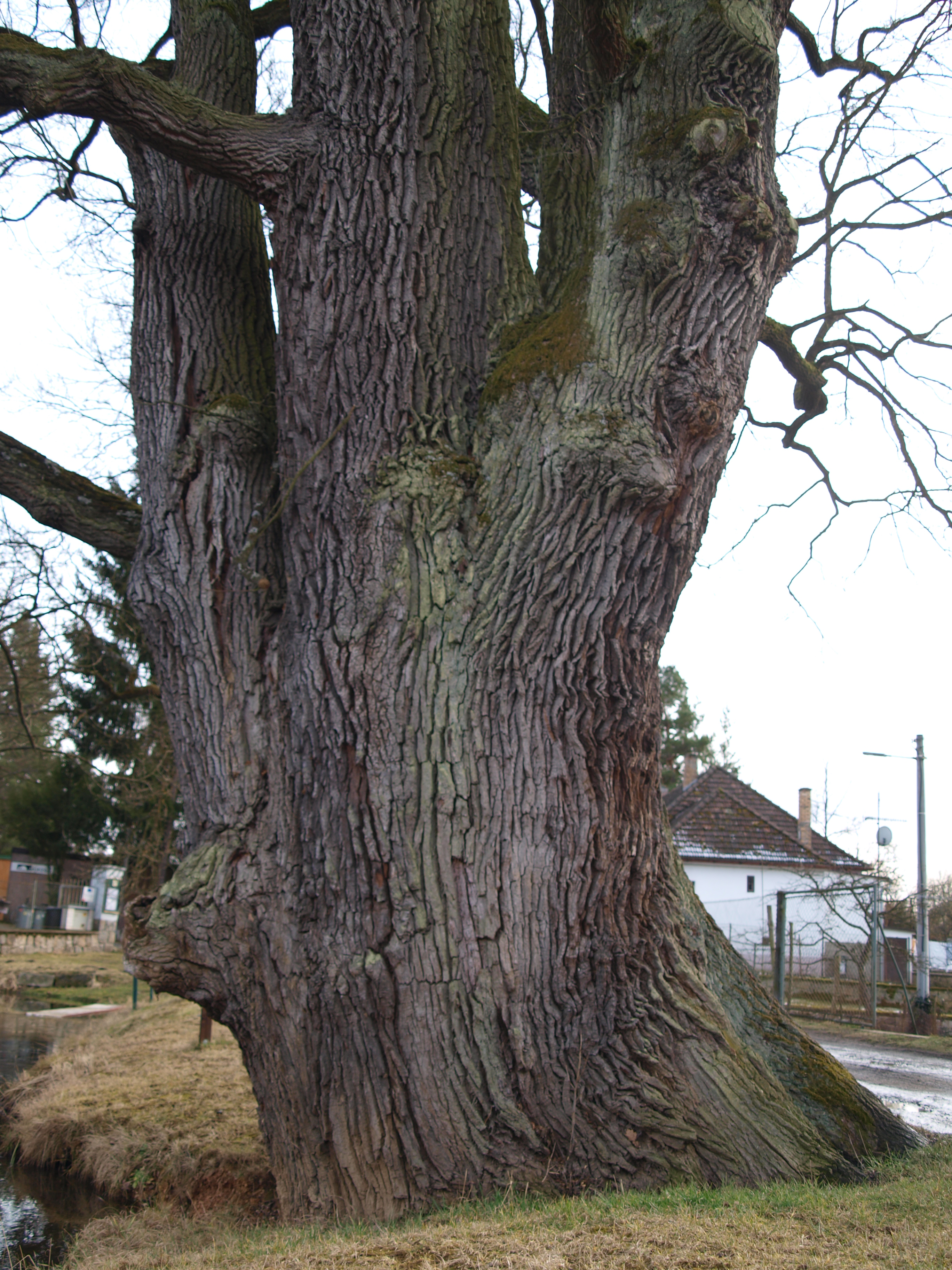
Detailní záběr